# 축복 (YOASOBI의 노래)
〈축복〉(일본어: 祝福 슈쿠후쿠[*])은 2022년 11월 9일에 출시한 YOASOBI의 2번째 CD 싱글이다.

## 배경 및 출시
YOASOBI의 CD 싱글로서는 《괴물/상냥한 혜성》 이래 2번째로 약 1년 7개월 만에 출시한 싱글이다. 타이틀곡 '축복'은 마이니치 방송·TBS 계열에서 방영한 애니메이션 《기동전사 건담 수성의 마녀》의 오프닝 테마로서 기용되었다. 악곡은 동일작품의 각본·시리즈 구성을 다루는 오코우치 이치로의 소설 《유리카고의 별》을 바탕으로 제작되었다.
싱글은 완전 생산 한정판으로 출시되어 애니메이션에 등장하는 '데미 트레이너'의 YOASOBI 콜라보 디자인 오리지널 건프라, 주인공기 '건담 에어리얼'의 건프라용 콜라보레이션 마킹 씰, 원작 소설 《유리카고의 별》의 전편이 부속되어, 타이틀곡과 영어판 'The Blessing', 애니메이션 사이즈판, Instrumental판이 수록된다.
2022년 10월 1일에 타이틀곡 '축복'이 각종 음악 스트리밍 서비스에서 선행 출시되어, 10월 12일 발표의 오리콘 주간 디지털 싱글 랭킹에서 1위를 획득했다.
한국판은 슬레타의 성우인 장예나가 불렀다. 일반 버전과 풀버전이 있다. 풀버전은 장예나 성우의 유튜브에 영상으로 업로드되어 있다. 장예나의 설명에 따르면 풀버전은 공식이 아니라고 한다. 이점 유의할 것.

## 뮤직 비디오
악곡의 뮤직비디오는 선행 출시 다음날인 10월 2일 20시에 공개되었다. 《수성의 마녀》의 오프닝 영상과 링크한 내용의 콜라보레이션 MV가 되어, 감독을 요다 노부타카가, 애니메이션 디렉터를 쿠보 유타로가 각각 담당했다.

## 수록 내용
전체 작사·작곡: Ayase. 전체 편곡: Ayase
| #            | 제목                                          |                   | 재생 시간 |
| ------------ | --------------------------------------------- | ----------------- | --------- |
| 1.           | 〈祝福〉 (축복)                               |                   | 3:14      |
| 2.           | 〈The Blessing〉                              | 訳詞: Konnie Aoki | 3:14      |
| 3.           | 〈祝福 -Anime Edit-〉 (축복 -Anime Edit-)     |                   | 1:30      |
| 4.           | 〈祝福 -Instrumental-〉 (축복 -Instrumental-) |                   | 3:12      |
| 총 재생 시간 | 총 재생 시간                                  | 총 재생 시간      | 11:12     |

## 크레딧
축복
Vocal: ikura
Guitar: Takeruru
Bass: 야마모토 히카루

## 인증
| 국가                                                     | 인증     | 판매량/출하량 |
| -------------------------------------------------------- | -------- | ------------- |
| 일본 (RIAJ)                                              | 골드     | 100,000*      |
| 스트리밍                                                 |          |               |
| 일본 (RIAJ)                                              | 플래티넘 | 100,000,000   |
| *판매량을 기반으로 한 인증 · 스트리밍을 기반으로 한 인증 |          |               |